# The Notorious B.I.G.
The Notorious B.I.G., pseudonimo di Christopher George Latore Wallace, conosciuto anche con gli pseudonimi di Biggie, Biggie Smalls e Big Poppa (New York, 21 maggio 1972 – Los Angeles, 9 marzo 1997), è stato un rapper statunitense.
Considerato uno dei più grandi rapper della storia, nacque a Bedford-Stuyvesant, nel borough di Brooklyn, a New York negli anni ottanta, periodo in cui il consumo e la diffusione di crack fecero registrare il loro picco massimo. Egli iniziò a spacciare droga fin dalla più giovane età e quando pubblicò il suo primo album, Ready to Die (1994) sotto Bad Boy Records, era già noto come una delle più importanti figure della scena hip-hop nella East Coast, in virtù del quale gli è stato riconosciuto il merito di aver dato una maggior visibilità a New York in un periodo in cui la scena era dominata dagli artisti della West Coast, contro cui fu coinvolto in una violenta e sanguinosa faida. Proprio nell'ambito di quest'ultima rivalità, il 9 marzo 1997 Wallace fu assassinato durante una sparatoria da auto in corsa a Los Angeles, all'età di soli 24 anni. Sedici giorni dopo la sua morte, il 25 marzo, uscì il doppio album Life After Death, che debuttò alla 1ª posizione della Billboard 200, e venendo certificato disco di diamante dalla RIAA nel 2000 per aver raggiunto le 10 milioni di copie vendute negli Stati Uniti..
Ha venduto più di 58 milioni di dischi in tutto il mondo , MTV lo ha classificato al terzo posto nella lista dei "più grandi Master of Ceremonies di tutti i tempi", e dopo la sua morte sono stati pubblicati tre album postumi. Il personaggio ha ispirato un vasto numero di grandi rapper di tutta l'America. Nel 2009 è stato realizzato un film in sua memoria, dal titolo Notorious B.I.G..
Nel 2020 è stato inserito nella "Rock and Roll Hall of Fame".

## Biografia
Christopher George Latore Wallace nacque domenica 21 maggio 1972 al St. Mary's Hospital, situato nel borough di Brooklyn, a New York, figlio degli immigrati giamaicani Voletta Wallace (1953-2025), un'insegnante di scuola materna originaria di Trelawny, e del politico Selwyn George Latore, il quale abbandonò la famiglia quando Biggie aveva solo due anni. Tale disagio familiare costrinse la madre a fare due lavori per poter crescere il piccolo, il quale visse in un appartamento a Clinton Hill, a poca distanza dal quartiere Bedford-Stuyvesant. Frequenta la Queen of All Saints Middle School, eccellendo in tutte le materie e vincendo numerosi premi. Durante il periodo della scuola Christopher comincia ad essere soprannominato Big per via della sua corporatura robusta. All'età di 12 anni inizia a frequentare il mondo della droga e non molto tempo dopo anche a smerciare stupefacenti. La madre, impegnata in due lavori, non se ne accorge fino a quando Wallace non raggiunge l'età adulta.
Wallace frequenta le superiori in una scuola cattolica privata, in attesa di essere accettato alla George Westinghouse Information Technology High School, frequentata anche da artisti come Jay-Z, Busta Rhymes, e DMX. Secondo la madre è ancora un buono studente, ma le sue frequentazioni per le strade di Brooklyn lo stanno influenzando negativamente. A 17 anni abbandona la scuola superiore e viene coinvolto nella criminalità newyorkese. Nel 1989 viene arrestato a Brooklyn con un carico di armi e viene condannato a 5 anni di libertà vigilata; è nuovamente arrestato l'anno successivo per non aver rispettato i termini della libertà vigilata. Nel 1991, viene arrestato nella Carolina del Nord per possesso di crack, trascorre nove mesi in carcere ed esce a seguito del pagamento di una cauzione.

## Carriera

### Gli inizi e i primi singoli
Biggie inizia a rappare nell'adolescenza, esibendosi per strada con due gruppi, gli Old Gold Brothers e i Techniques. Dopo essere stato rilasciato dalla galera realizza un demo con lo pseudonimo di Biggie Smalls, soprannome che ricorda quello utilizzato da bambino, ancora attuale data l'altezza di circa 1,90 m e il peso di circa 135 kg. Il lavoro non è registrato con intenti seri, ma viene promosso dal dj newyorkese Mister Cee, che ha precedentemente lavorato con Big Daddy Kane, e viene ascoltato dal redattore della rivista The Source.

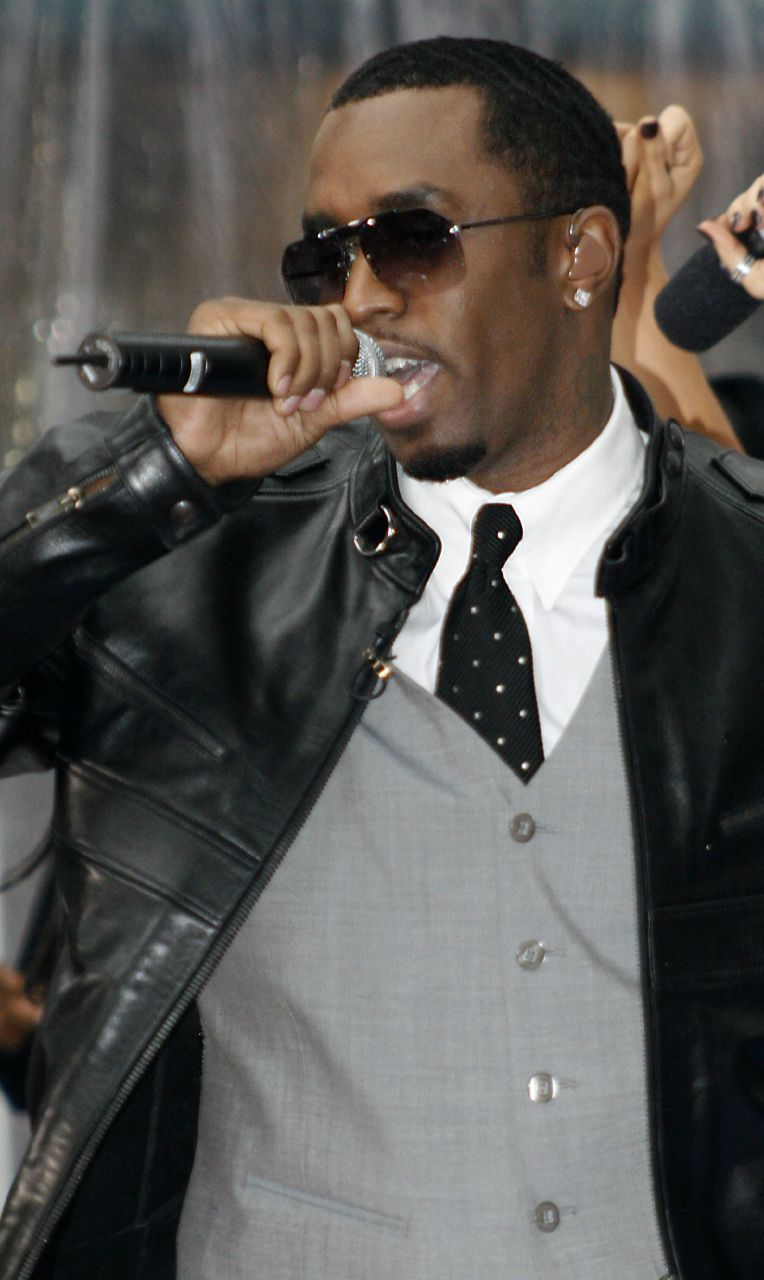
Sean Combs, produttore che ha lanciato Wallace procurandogli un contratto con l'Uptown Records.

Nel marzo del 1992 Wallace compare nella rubrica di The Source dedicata ad aspiranti rapper che benché talentuosi, ancora non hanno sottoscritto un contratto, Unsigned Hype, e viene invitato con altri artisti underground a realizzare una traccia per un album che negli intenti è una compilation di rapper apparsi nella stessa rubrica. Il demo viene registrato per l'A&R dell'Uptown Records e il produttore discografico Sean Combs (all'epoca noto come Puff Daddy) chiede un incontro con il giovane rapper, che viene immediatamente messo sotto contratto e collabora con Heavy D & the Boyz nel brano A Buncha Niggas, dall'album Blue Funk.
Poco dopo avergli fatto firmare il contratto Combs viene licenziato dall'Uptown e fonda una nuova etichetta, la Bad Boy Records, in cui Wallace entra già dal 1992 assieme a Craig Mack. L'8 agosto 1993 la sua compagna di lunga data dà alla luce una bambina, T'yanna; anche dopo la nascita della figlia il rapper continua a vendere droga finché non viene scoperto dal suo produttore che lo aiuta ad uscire dal giro.
Wallace ottiene un grande successo l'anno successivo, quando realizza un remix del singolo Real Love della cantante R'n'B Mary J. Blige, utilizzando per la prima volta lo pseudonimo di The Notorious B.I.G. Il rapper utilizza questo soprannome per il resto della carriera dopo aver constatato che quello precedente, Biggie Smalls, era già utilizzato. Visto il buon successo ottenuto con Real Love il rapper di Brooklyn continua con i remix, iniziando con What's the 411? sempre di Blige, e proseguendo con Buddy X di Neneh Cherry e Dolly my Baby del dj giamaicano Super Cat. Nell'aprile del 1993 il brano originale Party and Bullshit entra nella colonna sonora del film Who's the Man?, nel luglio dell'anno successivo partecipa assieme a Busta Rhymes e LL Cool J al remix del singolo Flava in Ya Ear di Craig Mack, che raggiunge la nona posizione nella Billboard Hot 100.

### Il primo album:Ready to Die
Il 4 agosto 1994 Wallace sposa la cantante R'n'B Faith Evans nove giorni dopo averla conosciuta ad un incontro fotografico per la Bad Boy Records. Quattro giorni dopo il rapper raggiunge la 27ª posizione nella Billboard Hot 100 con il primo singolo solista, Juicy, che anticipa l'album. Il 13 settembre 1994 viene pubblicato il primo disco solista, Ready to Die, che raggiunge la 13ª posizione nella Billboard 200, vince quattro dischi di platino e permette all'artista di vincere il premio "Rapper of the Year" ai Billboard Awards. Il lavoro viene pubblicato in un periodo in cui la West Coast domina il mercato hip hop statunitense e secondo la rivista Rolling Stone "riporta l'attenzione sull'East Coast rap". Oltre a Juicy dall'album vengono estratti altri due singoli: Big Poppa, che vince il disco di platino e raggiunge la prima posizione nella classifica statunitense di singoli rap ed entra nella top10 della Billboard Hot 100, e One More Chance, in collaborazione con la moglie Faith Evans, Aaliyah e Mary J. Blige che entra alla quinta posizione e raggiunge la seconda nella classifica ufficiale statunitense, diventando il singolo con il debutto nella posizione più alta della storia, assieme a Scream di Michael e Janet Jackson, fino a quel momento.

### I Junior M.A.F.I.A. e la faida tra le coste

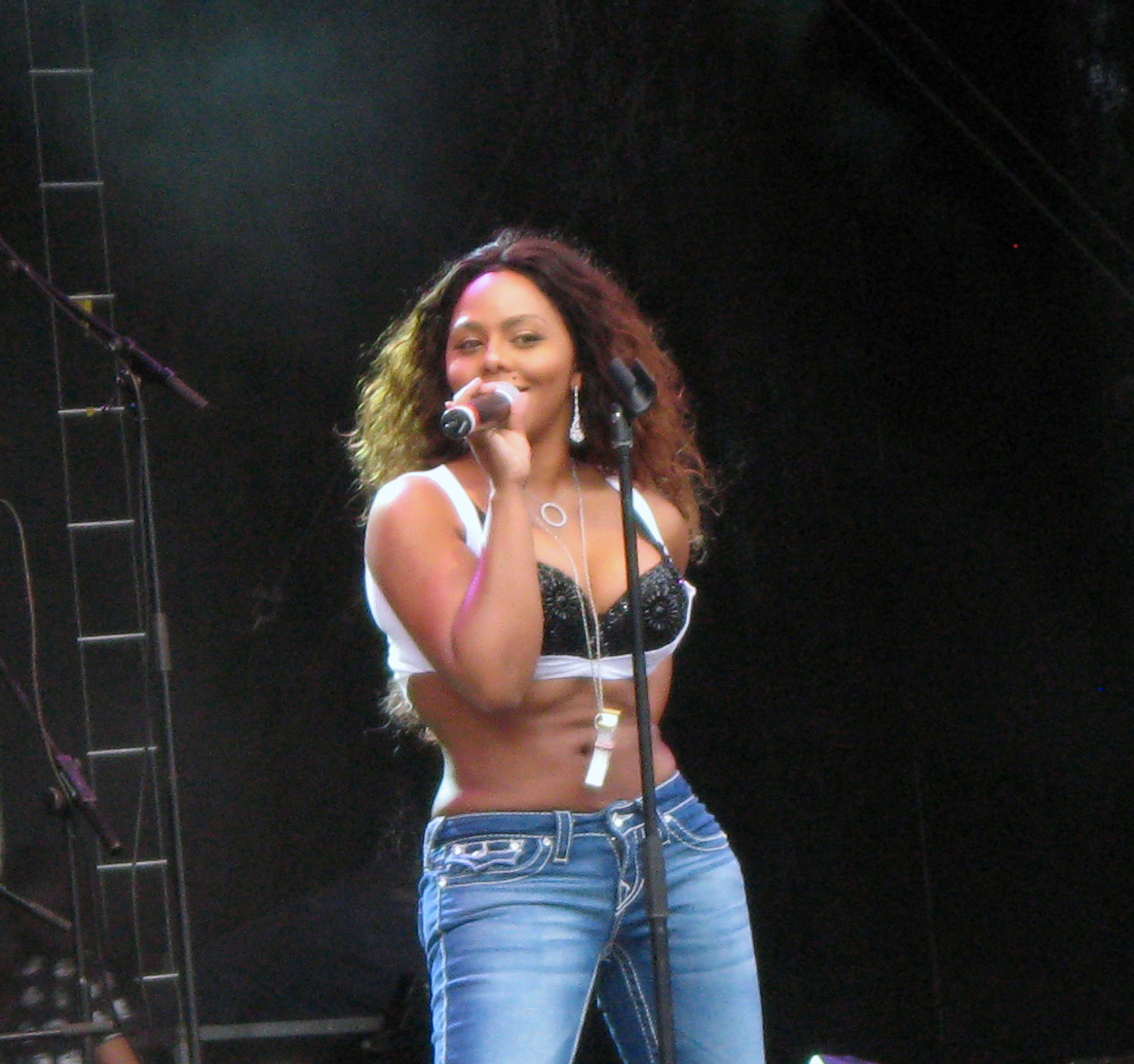
Lil' Kim, fondatrice con Wallace dei Junior M.A.F.I.A..

Nell'agosto 1995 il gruppo Junior M.A.F.I.A., formato da Wallace e dai suoi amici d'infanzia, pubblica l'album di debutto, Conspiracy, prodotto dall'etichetta Big Beat Records. Il gruppo comprende al suo interno i rapper Lil' Kim e Lil' Cease, che intraprenderanno successivamente carriere soliste. L'album vince il disco d'oro. Dopo l'esperienza con il gruppo Wallace lavora con artisti R'n'B della Bad Boys: prima collabora con i 112 al brano Only You e successivamente partecipa al singolo Can't You See delle Total, restando con entrambi i brani nelle prime venti posizioni della Billboard Hot 200.
Entro la fine dell'anno il rapper diventa il primo artista maschile solista all'interno della classifica statunitense di musica pop e R&B. Nel luglio 1995 appare sulla copertina di The Source con la didascalia "Il re di New York prende il controllo". Alla consegna dei Source Awards viene premiato come "Best New Artist (Solo)" (miglior nuovo artista solista), "Lyricist of the Year" (paroliere dell'anno), "Live Performer of the Year" (artista dal vivo dell'anno), e il suo album di debutto vince l'"Album of the Year" (album dell'anno). Ai Billboard Music Awards vince il premio come artista rap dell'anno.
Nel periodo di maggior successo Wallace viene attirato nella faida tra East Coast e West Coast diventandone uno dei protagonisti assieme a Tupac Shakur. A seguito della pubblicazione da parte di Biggie della canzone Who Shot Ya? che Shakur considerava un attacco personale nei suoi confronti, in un'intervista concessa alla rivista Vibe nell'aprile 1995, in un periodo in cui è rinchiuso nella prigione Clinton Correctional Facility, Tupac accusa Andre Harrell, il fondatore dell'Uptown Records, Sean Combs e Christopher Wallace di essere stati i mandanti della rapina a mano armata dove era stato ferito e rapinato di migliaia di dollari in gioielli in uno studio di registrazione di New York nella notte del 30 novembre 1994. Sebbene i tre si trovassero nello studio quella notte, hanno negato il fatto.
(The Notorious B.I.G.)
Nell'ottobre del 1995 Suge Knight paga la cauzione che permette a Tupac di uscire dal carcere e questi firma un contratto con la sua etichetta, la Death Row Records, con base a Los Angeles.. L'etichetta è impegnata in una dura battaglia discografica con la Bad Boys.

### I problemi legali e la morte di Tupac
Wallace comincia le registrazioni per il secondo album nel settembre del 1995. Queste, avvenute tra New York, Trinidad e Los Angeles, vengono interrotte numerose volte a causa di vari problemi, spesso legali, legati alla disputa tra l'East Coast e la West Coast, in cui il rapper newyorkese è fortemente coinvolto. Il 23 marzo 1996 viene arrestato in un locale notturno a Manhattan con l'accusa di aver inseguito ed assalito due ammiratori in cerca di un autografo, rompendo un finestrino del taxi e prendendo a pugni uno di loro. Il rapper ha confessato l'aggressione ed è stato condannato a 100 ore di lavori socialmente utili. Verso la metà del 1996 viene arrestato nella cittadina di Teaneck, nel New Jersey, per possesso di armi e droga.
Nel giugno del 1996 Tupac Shakur pubblica Hit 'Em Up, una diss song in cui afferma esplicitamente di aver intrapreso rapporti sessuali con la moglie di Wallace, ed attacca il rapper di Brooklyn accusandolo di copiargli stile ed immagine. Nella canzone Brooklyn's Finest di Jay-Z, a sua volta Wallace cita l'attacco, parlando della gravidanza di sua moglie, ma senza riferimenti espliciti. In una radiointervista rilasciata nel 1997 dice che non è nel suo stile rispondere a simili attacchi.
Il 7 settembre 1996 Shakur viene ferito in un agguato con armi da fuoco a Las Vegas, in Nevada, all'uscita di un incontro di pugilato tra Mike Tyson e Bruce Seldon. Il rapper muore sei giorni dopo per le ferite causate dalla sparatoria. Vista la faida che è in corso con Wallace, alcune accuse vengono rivolte anche al rapper newyorkese (che verrà ancora attaccato dal giornalista Chuck Philips sul Los Angeles Times nel settembre del 2002). Wallace rispose alle accuse asserendo di non avere niente a che fare con l'assassinio e sostenendo che, al momento dell'omicidio, era impegnato in uno studio di registrazione newyorkese.
Il 29 ottobre 1996 Faith Evans, moglie del rapper, dà alla luce il suo primo figlio, Christopher "CJ" Wallace, Jr.. Il mese successivo, una rapper dei Junior M.A.F.I.A., Lil' Kim, pubblica il primo album, Hard Core, sotto la supervisione di Wallace, che nel frattempo ha intrapreso una storia d'amore con la ragazza; da questa relazione Kim rimane incinta, decidendo successivamente di abortire.

### Il secondo album:Life After Death
Durante la registrazione del suo secondo album, che inizialmente avrebbe dovuto chiamarsi Life After Death... 'Til Death Do Us Part, poi abbreviato in Life After Death, Wallace viene coinvolto in un incidente automobilistico in cui si rompe la gamba sinistra e viene costretto ad un periodo in sedia a rotelle; dopo l'episodio sarà costretto ad appoggiarsi ad un bastone da passeggio per il resto della vita.
Nel gennaio del 1997 il rapper deve pagare 41.000 dollari come risarcimento ad una persona che sostiene di essere stata picchiata e derubata da Wallace e dal suo entourage nel maggio del 1995. Dopo questa serie di incidenti, decide di concentrarsi sulle cose che ritiene importanti nella vita: «My mom... my son... my daughter... my family... my friends are what matters to me now» ("mia madre... mio figlio... mia figlia... la mia famiglia... i miei amici sono le cose più importanti per me ora").

## Assassinio
Nel 1997 Wallace si reca in California per promuovere il suo secondo album, la cui uscita è prevista per il 25 marzo di quell'anno, e registrare il videoclip per il singolo Hypnotize. Il 5 marzo 1997 concede un'intervista al talk show The Dog House sulla radio KYLD di San Francisco, in cui dichiara di aver contattato un servizio di sicurezza, ma semplicemente perché è una celebrità, non perché sia un rapper. L'8 marzo presenta l'undicesima edizione dei Soul Train Music Award a Los Angeles, consegnando un premio a Toni Braxton e venendo in quell'occasione insultato dal pubblico. Dopo lo spettacolo partecipa ad una festa organizzata dalla rivista Vibe e dall'etichetta discografica Qwest Records al Petersen Automotive Museum di Los Angeles; tra gli ospiti figurano, oltre al rapper, la moglie Faith Evans, il produttore Sean Combs, la cantante Aaliyah e membri delle bande criminali dei Crips e dei Bloods.

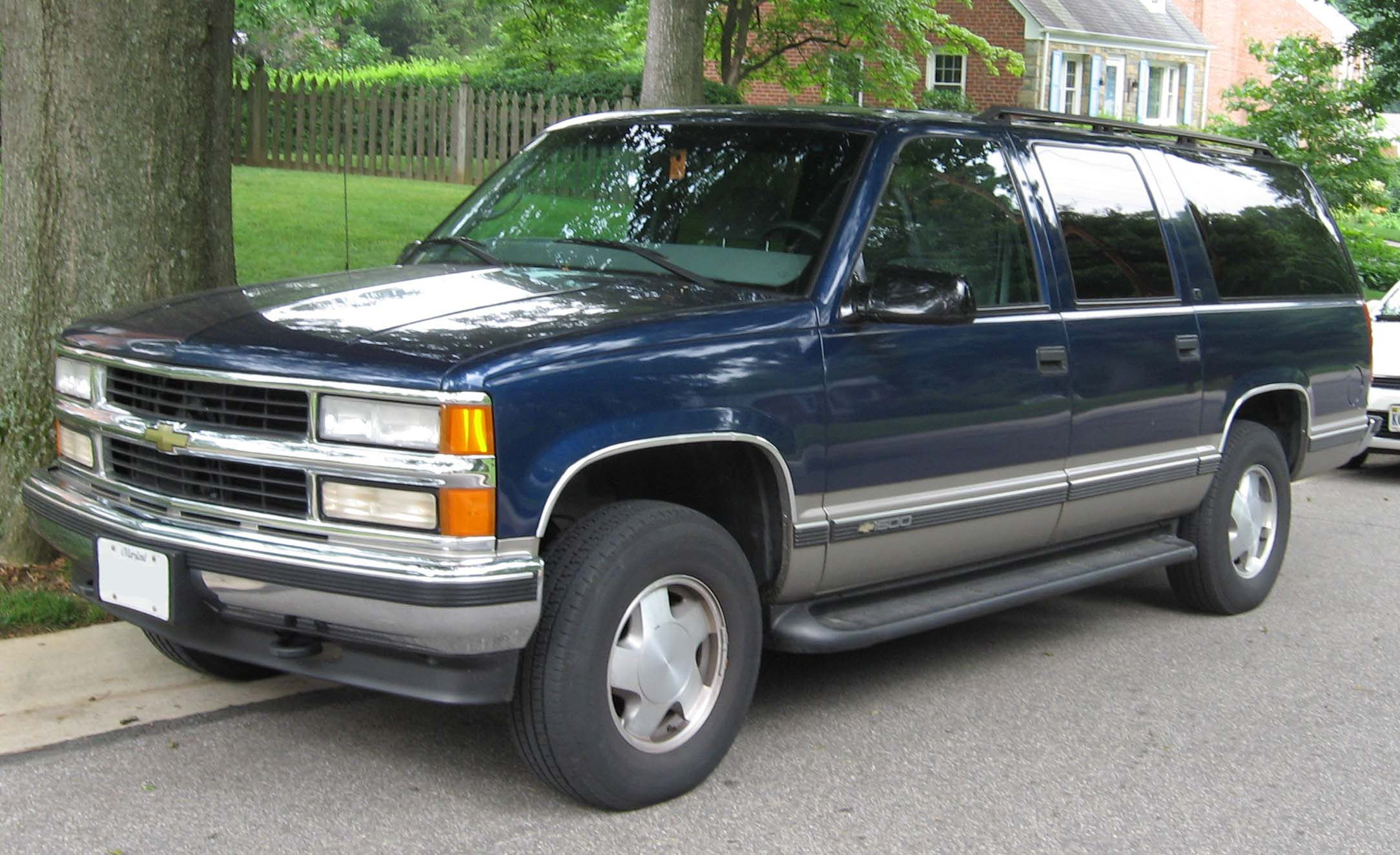
Una Chevrolet Suburban, auto su cui viaggiava Wallace quando venne ucciso.

Il 9 marzo, alle 00:30 circa, Wallace lascia la festa dopo che le forze dell'ordine decidono di chiuderla per sovraffollamento. Wallace si siede sul sedile del passeggero in auto con il suo amico Damion "D-Roc" Butler, il membro dei Junior M.A.F.I.A. Lil' Cease e l'autista, Gregory "G-Money" Young; Sean Combs viaggia su un altro autoveicolo con tre guardie del corpo; i due Chevrolet Suburban sono scortati da un Chevrolet Blazer che ospita il capo della sicurezza della Bad Boy Records.
Alle 00:45 la strada è affollata di persone che lasciano la festa; i SUV sono costretti a fermarsi a circa 50 metri dal museo. Una Chevrolet Impala nera si affianca all'auto di Wallace ed il conducente, un afroamericano elegantemente vestito con uno smoking blu, abbassa il finestrino e spara quattro colpi nel torace del rapper con una pistola 9 mm. Wallace viene trasportato immediatamente al Cedars-Sinai Medical Center, ma viene dichiarato morto alle 1:15.
Nel 2012 sono stati pubblicati i risultati dell'autopsia, i quali hanno affermato che dei quattro proiettili che colpirono Wallace, uno solo danneggiò gli organi vitali, portandolo alla morte.

## Carriera postuma
Quindici giorni dopo la morte, il secondo lavoro solista del rapper viene pubblicato con il titolo Life After Death, come previsto; ottiene un grande successo e raggiunge la prima posizione nella classifica Billboard 200. L'album contiene più collaborazioni rispetto al precedente, partecipano all'album artisti affermati come i rapper Puff Daddy, Jay-Z, The Madd Rapper, Ma$e ed i cantanti Kelly Price, R. Kelly e Faith Evans, ex moglie di Wallace. Le basi sono affidate ad artisti di fama internazionale tra i quali spiccano Premier, Easy Mo Bee ed RZA del Wu-Tang Clan. Nel 2000 viene certificato disco di diamante, il premio più alto mai conferito dalla RIAA ad un disco hip hop solista.
Il singolo Hypnotize è l'ultimo ad avere un video musicale a cui partecipa il rapper; il brano che ha maggior successo è però il secondo singolo, Mo Money Mo Problems, realizzato con la collaborazione di Sean Combs e Ma$e. Questa canzone è anche nota per aver lanciato lo stile Shiny Suit nell'hip hop East Coast. Entrambi i singoli raggiungono la prima posizione nella Billboard Hot 100, facendo di Wallace il primo artista nella storia ad ottenere il doppio premio dopo la morte. Il terzo singolo, Sky's the Limit, realizzato in collaborazione con i 112, viene notato per l'impiego di numerosi bambini nel videoclip che rappresentano, oltre a Wallace, Sean Combs, Lil' Kim, e Busta Rhymes. Nel dicembre 2007 il rapper viene insignito dei premi come "Artist of the Year" (artista dell'anno) e "Single of the Year" (singolo dell'anno) per Hypnotize dalla rivista Spin.
Nella metà del 1997 il rapper Sean Combs pubblica il suo album di debutto sotto il nome di Puff Daddy; nel disco, intitolato No Way Out, Wallace appare in 5 tracce, compreso il terzo singolo Victory. Il singolo più importante è, però, un altro a cui Wallace non partecipa, ma che è dedicato alla sua memoria, I'll Be Missing You, a cui collaborano Faith Evans e i 112. Nei Grammy Awards 1998 Life After Death e i primi due singoli vengono candidati rispettivamente nelle categorie miglior album rap e miglior canzone rap; la vittoria di entrambi i premi va però all'amico Combs, che se li aggiudica con No Way Out e I'll Be Missing You.
Il 7 dicembre 1999 la Bad Boy Records pubblica Born Again, album che contiene brani registrati precedentemente ma ancora inediti e vanta collaborazioni con i migliori rapper statunitensi, tra i quali Mobb Deep, Snoop Dogg, Ice Cube e Missy Elliott. Nel corso del tempo la voce di Wallace appare campionata in numerosi singoli di successo, come in Foolish della cantante R'n'B Ashanti, nel singolo postumo di Tupac Shakur, Runnin' (Dying to Live).
Nel 2001 la voce del rapper compare nel brano Unbreakable di Michael Jackson, prima traccia dell'album Invincible del Re del Pop: il verso cantato da Wallace è tratto da You Can't Stop the Reign di Shaquille O'Neal. Tuttavia, Jackson e Wallace avevano già collaborato insieme in This Time Around, singolo tratto dal doppio disco HIStory (1995).
Il 20 dicembre 2005 viene pubblicato il secondo album completamente postumo, a differenza di quanto accaduto per Life After Death, alla cui preparazione il rapper aveva preso parte. L'album si intitola Duets: The Final Chapter, e contiene collaborazioni con numerosi artisti rap e non, come dimostrano i brani Wake Up realizzato con la partecipazione del gruppo nu metal dei Korn e Hold Ya Head, che affianca le voci campionate di Wallace e del cantante reggae Bob Marley.
Nel 2009 è uscito un film biografico dal titolo Notorious B.I.G., incentrato sulla vita del rapper, distribuito negli Stati Uniti dalla Fox Searchlight Pictures. Inizialmente il regista del film avrebbe dovuto essere Antoine Fuqua, ma alla fine la scelta ricadde su George Tillman Jr.; per il ruolo di protagonista, invece, era stato preso in considerazione il cantante giamaicano Sean Kingston, che successivamente avrebbe rifiutato sotto consiglio dei suoi produttori discografici. Il compito di impersonare The Notorious B.I.G. è stato quindi affidato a Jamal Woolard, anch'esso di New York. Violetta Wallace, la madre del rapper, è stata interpretata da Angela Bassett, Sean Combs da Derek Luke, Anthony Mackie è stato scelto per Tupac Shakur mentre Naturi Naughton ha vestito i panni di Lil' Kim, Antonique Smith per la moglie Faith Evans e Marc John Jefferies per l'amico Lil'Cease.
A marzo 2021 è uscito un documentario di Netflix intitolato Biggie: I Got a Story to Tell, prodotto da Voletta Wallace e Sean Combs, che racconta vita di Biggie prima che diventasse noto come "Il re di New York" e presenta "un accesso senza precedenti concesso da Wallace".

## Lascito
Dopo la morte Wallace è stato riconosciuto come uno dei più grandi rapper mai esistiti, l'All Music Guide lo descrive come il salvatore dell'East Coast rap. Le riviste The Source e Blender lo considerano il miglior rapper di tutti i tempi, mentre nel 2003, la rivista XXL chiede a numerosi esponenti dell'hip hop statunitense quali siano i loro mc preferiti, e Wallace appare in quasi tutte le liste; nel 2006 viene inserito da MTV nella lista dei più grandi mc di tutti i tempi alla posizione numero tre, dietro a Jay-Z e Tupac Shakur.

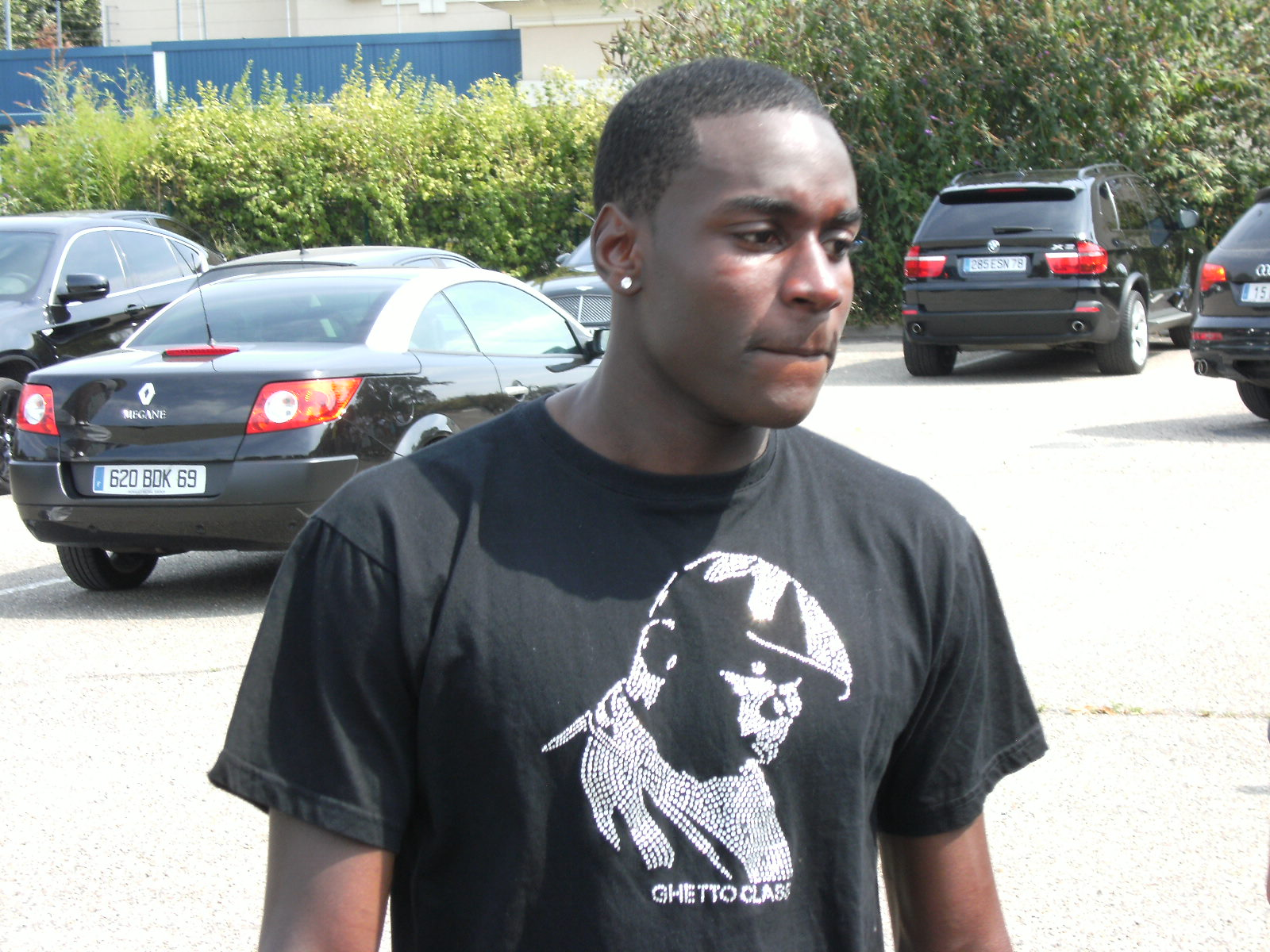
Il calciatore francese Granddi N'Goyi con una maglia raffigurante Wallace.

La voce del rapper è stata campionata da numerosi artisti hip-hop, pop e R'n'B, tra i quali Jay-Z, 50 Cent, Alicia Keys, Fat Joe, Nelly, Ja Rule,Michael Jackson, Lil Wayne e Usher. Il 28 agosto 2005, agli MTV Video Music Awards, Sean Combs (che nel frattempo ha cambiato lo pseudonimo in P. Diddy) e Snoop Dogg cantano i singoli Juicy e Warning in tributo al defunto rapper. Nel settembre 2005 il canale televisivo statunitense VH1 dedica il suo secondo Hip Hop Honors annuale al defunto rapper, dedicandogli un'intera puntata inedita.
Poco prima di morire Wallace fonda un supergruppo hip hop chiamato The Commission, che comprende oltre a lui Jay-Z, Lil'Cease, Sean Combs e Charli Baltimore. Il gruppo viene menzionato nel brano What's Beef? su Life After Death e Victory, sull'album di Sean Combs No Way Out, ma non completerà mai un album vero e proprio.
Negli ultimi anni della sua vita Wallace promuove una linea di vestiti chiamata Brooklyn Mint, che ha molto successo dopo la sua morte; nel 2004 i manager che la gestiscono, Mark Pitts e Wayne Barrow, in collaborazione con Jay-Z, lanciano una serie di t-shirt con l'immagine di The Notorious B.I.G., una parte dei proventi di queste magliette sono devoluti in beneficenza.
Il Christopher Wallace Memorial Foundation organizza attualmente una cena in abito nero chiamata "B.I.G. Night Out" per raccogliere fondi per le scuole dei quartieri poveri ed onorare la memoria del defunto rapper; in questo particolare evento la sigla B.I.G. sta per "Books Instead of Guns", ossia "libri al posto delle armi".

### Temi ed argomenti
I temi trattati da Wallace includono gli argomenti del mafioso rap (Niggas Bleed), il ricordo del periodo dello spaccio (10 Crack Commandments), il vanto materialistico (Hypnotize), così come l'umorismo (Just Playing (Dreams)) e il romanticismo (Me & My Bitch); nel 2004 Rolling Stone definisce il rapper come "uno dei primi giovani cantautori maschi a realizzare canzoni d'amore credibili".
Le opinioni sulla realtà dei testi sono differenti: secondo un articolo del giornalista Touré del 1994 sul New York Times le liriche del rapper "trattano dettagli autobiografici sulla criminalità e sulla violenza con onestà emotiva", mentre per il suo collega Marriott, stando a quanto scrive sullo stesso quotidiano nel 1997, i testi non sono strettamente autobiografici ma il rapper "ha un'abilità per le esagerazioni ai fini di aumentare le vendite". Wallace descrive il suo debutto come "una grande torta, in cui ogni fetta rappresenta una parte della mia vita, includendo i miei ragazzi e le mie ragazze... dall'inizio alla fine".
L'album Ready to Die è descritto da Rolling Stone come un compromesso tra squallide visioni di strada e divertimento, che contempla il piacere di fare musica hip hop; All Music Guide parla di un senso di profondità che trasmettono i testi, e il New York Times nota molta paranoia al loro interno. Nel periodo del debutto Wallace descrive sé stesso come una persona depressa e nell'ultima canzone dell'album, Suicidal Thoughts, il rapper parla del suo suicidio e termina la canzone con la realizzazione dell'atto. In Life After Death le liriche divengono ancora più profonde; la rivista XXL scrive che nella rappresentazione di sé stesso il rapper "rinnova la sua immagine", passando dal "delinquente di livello medio-basso" al debutto come "signore della droga".
All Music Guide pensa che il successo dell'album di debutto sia "dovuto alla sua abilità di narratore"; nel 1994 Rolling Stone parla di questa sua abilità paragonandola ad un dipinto, "un quadro sonoro talmente intenso da trasportarti diritto nella scena". In Life After Death dimostra questa abilità nel brano I Got a Story to Tell, in cui racconta una storia "per i suoi ragazzi" sotto forma di conversazione.

## Discografia

### Album
In studio
- 1994 - Ready to Die
- 1997 - Life After Death

Postumi
- 1999 - Born Again
- 2005 - Duets: The Final Chapter

Collaborativi
- 1995 - Conspiracy (con i Junior M.A.F.I.A.)

Collaborativi postumi
- 2017 - The King & I (con Faith Evans)

## Nei media
- Biggie & Tupac, regia di Nick Broomfield (2002) - documentario
- Notorious B.I.G. (Notorious), regia di George Tillman Jr. (2009)
- All Eyez on Me (film), regia di Benny Boom (2017)
- City of Lies - L'ora della verità (City of Lies), regia di Brad Furman (2018)

## Premi e riconoscimenti
- 1999 - il videoclip di Mo Money Mo Problems viene inserito al 23º posto nella classifica dei "100 Greatest Music Videos Ever Made"[61]
- 2002 - introdotto nell'Hip Hop Hall of Fame, classificato al primo posto.
- 2012 - Ready to Die viene inserito al 134º posto dalla rivista Rolling Stone nella sua lista dei 500 migliori album[62]
- 2012 - Life After Death viene inserito al 476º posto dalla rivista Rolling Stone nella sua lista dei 500 migliori album[63]
- 2005 - viene inserito al 3º posto da MTV nella lista "I più grandi MC di tutti i tempi"[6].

### Billboard Music Awards
| Anno | Nomina               | Premio                 | Risultato       |
| ---- | -------------------- | ---------------------- | --------------- |
| 1995 | The Notorious B.I.G. | Rap Artist of the Year | Vincitore/trice |
| 1995 | "One More Chance"    | Rap Single of the Year | Vincitore/trice |

### Grammy Awards
| Anno | Nomina                                       | Premio                                 | Risultato   |
| ---- | -------------------------------------------- | -------------------------------------- | ----------- |
| 1996 | Big Poppa                                    | Best Rap Solo Performance              | Candidato/a |
| 1998 | Hypnotize                                    | Best Rap Solo Performance              | Candidato/a |
| 1998 | Mo Money Mo Problems (con Ma$e & Puff Daddy) | Best Rap Performance by a Duo or Group | Candidato/a |
| 1998 | Life After Death                             | Best Rap Album                         | Candidato/a |

### MTV Video Music Awards
| Anno | Nomina                                       | Premio         | Risultato       |
| ---- | -------------------------------------------- | -------------- | --------------- |
| 1997 | Hypnotize                                    | Best Rap Video | Vincitore/trice |
| 1998 | Mo Money Mo Problems (con Mase & Puff Daddy) | Best Rap Video | Candidato/a     |

### Soul Train Music Awards
| Anno | Nomina                                       | Premio                           | Risultato       |
| ---- | -------------------------------------------- | -------------------------------- | --------------- |
| 1998 | Life After Death                             | Best R&B/Soul Album, Male        | Vincitore/trice |
| 1998 | Mo Money Mo Problems (con Mase & Puff Daddy) | Best R&B/Soul Album              | Candidato/a     |
| 1998 | Mo Money Mo Problems (con Mase & Puff Daddy) | Best R&B/Soul or Rap Music Video | Candidato/a     |

### The Source Awards
| Anno | Nomina               | Premio                       | Risultato       |
| ---- | -------------------- | ---------------------------- | --------------- |
| 1995 | The Notorious B.I.G. | New Artist of the Year, Solo | Vincitore/trice |
| 1995 | Ready to Die         | Album of the Year            | Vincitore/trice |
| 1995 | The Notorious B.I.G. | Lyricist of the Year         | Vincitore/trice |
| 1995 | The Notorious B.I.G. | Live Performer of the Year   | Vincitore/trice |